# وده
وده (به آلمانی: Weede) یک شهر در آلمان است که در زگه‌برگ واقع شده‌است. وده ۱٬۰۲۷ نفر جمعیت دارد.